# Blepharotes macrostylus
Blepharotes macrostylus är en tvåvingeart som beskrevs av Friedrich Hermann Loew 1874. Blepharotes macrostylus ingår i släktet Blepharotes och familjen rovflugor. Inga underarter finns listade i Catalogue of Life.